# 시적 리얼리즘
시적 리얼리즘(poetic realism) 또는 시적 사실주의는 1930년대 프랑스에서 일어난 영화 운동이었다. 사조라기보다는 경향에 가까운 시적 리얼리즘은 소련의 몽타주나 프랑스의 인상주의처럼 강력하게 통일된 것이 아니라 이러한 서정적 양식을 만들어낸 개인들이다. 주요 영화 제작자는 피에르 셰날, 장 비고, 줄리앙 뒤비비에, 마르셀 카르네, 그리고 이 운동의 가장 중요한 감독인 장 르누아르였다. 르누아르는 좌파 인민전선의 영향을 받은 다양한 영화를 만들었고 서정적인 단편영화까지 만들었다. 이 영화의 빈번한 스타는 장 가뱅, 미셸 시몽, 시몬 시뇨레 및미셸 모르강이었다.

## 저명한 예
시적 리얼리즘의 선구자격:
- 품행제로 (1933년 영화) - 장 비고
- 외인부대 (1934년 영화) - 자크 페더

1930년대 중후반/1940년대 중후반의 주도적인 영화 제작자의 시적 리얼리즘 작품:
- 라탈랑트 - 장 비고
- 최후의 망루 - 줄리앙 뒤비비에
- 플랑드르의 사육제 - 자크 페데
- 멋진 친구들 (영화) - 줄리앙 뒤비비에
- 지하세계 (영화) - 장 르누아르
- 망향 (1937년 영화) - 줄리앙 뒤비비에
- 위대한 환상 - 장 르누아르
- 안개 낀 부두 - 마르셀 카르네
- 북호텔 - 마르셀 카르네
- 게임의 규칙 - 장 르누아르
- 폭풍우 (영화) - 장 그레미용
- 천국의 아이들 (1945년 영화) - 마르셀 카르네